# لورين توتل
لورين توتل (بالإنجليزية: Lurene Tuttle)‏ هي ممثلة أمريكية، ولدت في 29 أغسطس 1907 في الولايات المتحدة، وتوفيت بنفس المكان في 28 مايو 1986 بسبب سرطان.

## أعمال

### أفلام
- (1948) العودة إلى الوطن
- (1948) ماكبث
- (1960) سايكو
- (1966) كعكة الحظ

### مسلسلات
- ديناستي

## وصلات خارجية
- لورين توتل على موقع IMDb (الإنجليزية)
- لورين توتل على موقع ألو سيني (الفرنسية)
- لورين توتل على موقع ميوزك برينز (الإنجليزية)
- لورين توتل على موقع أول موفي (الإنجليزية)
- لورين توتل على موقع قاعدة بيانات الأفلام السويدية (السويدية)
- لورين توتل على موقع إن إن دي بي (الإنجليزية)
- لورين توتل على موقع ديسكوغز (الإنجليزية)
- لورين توتل على موقع قاعدة بيانات الفيلم (الإنجليزية)
- لورين توتل على موقع كينوبويسك (الروسية)